# Stenoponia montana
Stenoponia montana är en loppart som beskrevs av Darskaya 1949. Stenoponia montana ingår i släktet Stenoponia och familjen mullvadsloppor. Inga underarter finns listade i Catalogue of Life.